# Юндин (Лунъянь)
Юнди́н (кит. упр. 永定, пиньинь Yǒngdìng) — район городского подчинения городского округа Лунъянь провинции Фуцзянь (КНР).

## История
Уезд Юндин (永定县) был выделен из уезда Шанхан во времена империи Мин в 1478 году.
После образования КНР в 1949 году был создан Специальный район Лунъянь (龙岩专区), и уезд вошёл в его состав. В 1971 году Специальный район Лунъянь был переименован в округ Лунъянь (龙岩地区).
Постановлением Госсовета КНР от 20 ноября 1996 года были округ Лунъянь был преобразован в городской округ.
Постановлением Госсовета КНР от 13 декабря 2014 года уезд Юндин был преобразован в район городского подчинения.

## Административное деление
Район делится на 1 уличный комитет, 12 посёлков и 11 волостей.

## Достопримечательности
На территории района насчитывается свыше 23 тыс. тулоу — традиционных укрепленных жилищ народности хакка.